# Ремизовы
Ремизовы (Ремезовы) — дворянский род.
Василий (1676) и Василий Павлович (1692) Ремезовы — дьяки/
Один из поздних родов, имеющий герб, внесённый в XIII том Общего гербовника, происходит от Михаила Захаровича Ремизова (Ремезов, 1826 год — 15 декабря 1892 года), действительный статский советник, был женат на Дарье Павловне N (1827 год — 7 сентября 1914 года).

## Описание герба
В чёрном щите золотая ель. В золотой главе щита в ряд три лазоревых пчелы с чёрными глазами, жалом и ножками.
Щит увенчан дворянским коронованным шлемом. Нашлемник: два чёрных орлиных крыла, между ними золотой крест с широкими концами. Намёт: чёрный с золотом. Девиз: «ORA ЕТ LABORA» золотыми буквами на чёрной ленте. 
Герб внесён в XIII том Общего гербовника дворянских родов Всероссийской империи под № 170.